# Haskey Hasselt
Haskey Hasselt is een Belgische ijshockeyclub die momenteel in Divisie 1b speelt.

## Geschiedenis
De club werd opgericht op 6 januari 1972 met als initiatiefnemers Guido Luycks, Willy Gemis, Romain Jacobs, Urbain Nelissen en Danny Van Welkenhuyzen. Op 22 juni van dat jaar verscheen de publicatie van de vzw in het Belgisch Staatsblad. In seizoen 1973-'74 sloot de club aan bij de Koninklijke Belgische IJshockey Federatie (KBIJF) en trad ze aan in de derde divisie. In 1998-'99 volgde een eerste titel in de 1e divisie.
In 2016 ging de club een samenwerking aan met Moose Maaseik en Luna Tigers Lommel, waaruit de fusieclub Limburg One ontstond. In 2019 werd de naam evenwel opnieuw gewijzigd in Haskey Hasselt.

## Divisie 1B-statistieken
| Season  | GP | W | OTW | OTL | L | GF | GA | Pts | plaats    |  |
| 2024-25 | 0  | 0 | 0   | 0   | 0 | 0  | 0  | 0   | 5e plaats |  |

## Bestuur
| Periode    | Voorzitter    |
| ---------- | ------------- |
| 2022-heden | Jana Kurucova |

## Team
- Coach: Nico Del Rio Garcia

| #  |                                     | Speler                | Positie | Catches | Geboorteplaats |
| 35 | Vlag van België                     | Kristof Verlinden     | G       | L       | Lommel, België |
| #  |                                     | Speler                | Positie | Catches | Geboorteplaats |
| 10 | Vlag van België · Vlag van Tsjechië | Nicolas Van de Vondel | G       | L       | Genk, België   |

| #  |                                    | speler              | Positie | Shoots | Geboorteplaats  |
| -- | —                                  | Colm Cannon         | F       | L      | -, —            |
| 84 | Vlag van België                    | Bart Wijnants       | F       | R      | Hasselt, België |
| 14 | Vlag van België                    | Nico Del Rio Garcia | F       | L      | Hasselt, België |
| 4  | Vlag van Rusland · Vlag van België | Roman Vasilic       | F       | L      | Hasselt, België |
| 5  | Vlag van België                    | Joël Laan           | F       | L      | Hasselt, België |
| 16 | Vlag van België                    | Jente Wellens       | F       | R      |                 |

| #  |                  | Speler          | Positie | Shoots | Geboorteplaats    |
| –  | Vlag van Canada  | Chris Bratina   | F       | L      | Coquitlam, Canada |
| –  | Vlag van België  | Gaetan Rondia   | F       | L      |                   |
| –  | Vlag van België  | Lorenzo Lipari  | F       | L      |                   |
| 87 | Vlag van België  | Michael Distate | F       | L      |                   |
| 85 | Vlag van België  | Pierre Cornelis | F       | L      |                   |
| –  | Vlag van België  | Dmitri Smets    | F       | L      |                   |
| –  | Vlag van Finland | Teemu Tuominen  | F       | L      | Turku, Finland    |